# Lijst van rijksmonumenten in Eindhoven (stad)
De stad Eindhoven telt 150 inschrijvingen in het rijksmonumentenregister. Hieronder een overzicht. NB Bij de gebruikte bron is vermeld dat de coördinaten in een deel van de gevallen tot honderden meters af kunnen wijken.
| Object | Oorspronkelijke functie?  | Bouwjaar                                     | Architect                                                                             | Locatie | Coördinaten?                  | Nr.?   | Afbeelding |
| --- | ------------------------- | -------------------------------------------- | ------------------------------------------------------------------------------------- | --- | ----------------------------- | ------ | --- |
| Klooster Mariënhage | Klooster, kloosteronderdl | 15e eeuw                                     |                                                                                       | Augustijnendreef 15                                                                                                | 51° 26' 20" NB, 5° 29' 7" OL  | 14627  | Meer afbeeldingen |
| Poortgebouw met woningen van de voormalige voor de firma Mennen gebouwde lucifersfabriek                                                  | Industrie                 | 1870                                         |                                                                                       | Bergstraat 26-28-30                                                                                                | 51° 26' 12" NB, 5° 28' 35" OL | 14628  | Meer afbeeldingen |
| Witgepleisterd, blokvormig pand met verdieping onder met pannen gedekt omlopend schilddak                                                 | Woonhuis                  | ca. 1858                                     |                                                                                       | Ten Hagestraat 9                                                                                                   | 51° 26' 17" NB, 5° 28' 54" OL | 14629  | Meer afbeeldingen |
| Witgepleisterd, blokvormig pand onder met pannen gedekt omlopend schilddak met terracotta decoratie op de vier hoeken                     | Woonhuis                  | 1857                                         |                                                                                       | Ten Hagestraat 11                                                                                                  | 51° 26' 16" NB, 5° 28' 52" OL | 14631  | Meer afbeeldingen |
| Rechthoekig pand onder met oud-Hollandse pannen gedekte dwarskap (zadeldak) tussen puntgevels bekroond met schoorstenen                   | Woonhuis                  | 18e eeuw                                     |                                                                                       | Ten Hagestraat 13                                                                                                  | 51° 26' 16" NB, 5° 28' 51" OL | 14632  | Rechthoekig pand onder met oud-Hollandse pannen gedekte dwarskap (zadeldak) tussen puntgevels bekroond met schoorstenen                   |
| Huis Ravensdonck | Woonhuis                  | 1829                                         |                                                                                       | Ten Hagestraat 2                                                                                                   | 51° 26' 18" NB, 5° 28' 54" OL | 14633  | Meer afbeeldingen |
| Villa in eclectische trant | Woonhuis                  | 1877                                         | J.H. Laffertée                                                                        | Stratumsedijk 26                                                                                                   | 51° 25' 57" NB, 5° 29' 4" OL  | 14634  | Meer afbeeldingen |
| Sint-Catharinakerk | Kerk en kerkonderdeel     | 1861                                         | P.J.H. Cuypers                                                                        | Catharinaplein 1                                                                                                   | 51° 26' 13" NB, 5° 28' 47" OL | 14635  | Meer afbeeldingen |
| Voormalig kantongerecht | Gerechtsgebouw            | 1841                                         |                                                                                       | Stratumseind 32 | 51° 26' 11" NB, 5° 28' 52" OL | 14636  | Meer afbeeldingen |
| Annemie | Industrie- en poldermolen | 1891                                         |                                                                                       | Boschdijk 1006 | 51° 28' 52" NB, 5° 26' 9" OL  | 14637  | Meer afbeeldingen |
| De Mispelhoef | Boerderij                 | 1774                                         |                                                                                       | Oirschotsedijk 9                                                                                                   | 51° 28' 2" NB, 5° 24' 25" OL  | 14638  | Meer afbeeldingen |
| De Gennepermolen | Industrie- en poldermolen | 1587 / 1963 / 1999                           |                                                                                       | Genneperweg 143 | 51° 25' 23" NB, 5° 28' 13" OL | 14639  | Meer afbeeldingen |
| Sint Joriskerk | Kerk en kerkonderdeel     | 1884-'85                                     | H.J. van Tulder                                                                       | Sint Jorislaan bij 51                                                                                              | 51° 25' 49" NB, 5° 29' 19" OL | 14646  | Meer afbeeldingen |
| 't Huys te Coll | Bedrijfs-,fabriekswoning  | 1787                                         |                                                                                       | Collseweg 1 | 51° 26' 44" NB, 5° 32' 13" OL | 14647  | Meer afbeeldingen |
| Collse Watermolen | Industrie- en poldermolen | 1337/1681                                    |                                                                                       | Collseweg 3-5 | 51° 26' 40" NB, 5° 32' 12" OL | 14648  | Meer afbeeldingen |
| De boerderij van Van Poppel | Bedrijfs-,fabriekswoning  | ca. 1580 / 18e eeuw                          |                                                                                       | 't Hofke 13 | 51° 26' 53" NB, 5° 31' 10" OL | 14649  | Meer afbeeldingen |
| Eckartdal | Kasteel, buitenplaats     | (1906 verbouwing)                            | E.G.H.H. Cuypers                                                                      | Nuenenseweg 1 | 51° 27' 59" NB, 5° 30' 17" OL | 14650  | Meer afbeeldingen |
| Herberg Eeckaerde | Boerderij                 | 18e eeuw                                     |                                                                                       | Icaruslaan 28A | 51° 27' 42" NB, 5° 29' 40" OL | 14651  | Meer afbeeldingen |
| De Kaalhoef | Boerderij                 | 18e eeuw                                     |                                                                                       | Abbevillelaan 17                                                                                                   | 51° 29' 33" NB, 5° 27' 1" OL  | 14652  | Meer afbeeldingen |
| Sint Petruskerk | Kerk en kerkonderdeel     | 1874-1876                                    | H.J. van Tulder                                                                       | Kloosterdreef 29                                                                                                   | 51° 27' 13" NB, 5° 28' 17" OL | 14653  | Meer afbeeldingen |
| Oude Toren | Kerk en kerkonderdeel     | 15e eeuw                                     |                                                                                       | Oude Torenstraat 1                                                                                                 | 51° 27' 18" NB, 5° 28' 52" OL | 14654  | Meer afbeeldingen |
| Pastorie bij Sint-Lambertuskerk | Kerkelijke dienstwoning   | 1910                                         | W. te Riele                                                                           | Hoogstraat 301 | 51° 25' 30" NB, 5° 27' 47" OL | 356427 | Pastorie bij Sint-Lambertuskerk |
| Sint-Lambertuskerk | Kerk en kerkonderdeel     | 1910                                         | W. te Riele                                                                           | Hoogstraat 299 | 51° 25' 31" NB, 5° 27' 48" OL | 356432 | Meer afbeeldingen |
| Van Abbemuseum | Welzijn, kunst en cultuur | 1936                                         | A.J. Kropholler                                                                       | Bilderdijklaan 10                                                                                                  | 51° 26' 4" NB, 5° 28' 55" OL  | 507030 | Meer afbeeldingen |
| Eikenburg | Klooster, kloosteronderdl | 1895, aanbouw jaren '20                      | H.C. Bonsel                                                                           | Aalsterweg 289 | 51° 24' 33" NB, 5° 29' 13" OL | 518707 | Eikenburg |
| Sint-Joris en de draak bij Eikenburg | Gedenkteken               | 1909                                         | J. Custers                                                                            | Aalsterweg 289 | 51° 24' 33" NB, 5° 29' 13" OL | 518708 | Meer afbeeldingen |
| Sint Antoniuskerk (Steentjeskerk) | Kerk en kerkonderdeel     | 1909                                         | H. van Groenendael                                                                    | Sint Antoniusstraat 5-7-9                                                                                          | 51° 26' 22" NB, 5° 28' 6" OL  | 518710 | Meer afbeeldingen |
| Kosterswoning bij Steentjeskerk | Kerkelijke dienstwoning   | 1909                                         | H. van Groenendael                                                                    | Sint Antoniusstraat 5-7-9                                                                                          | 51° 26' 23" NB, 5° 28' 4" OL  | 518711 | Kosterswoning bij Steentjeskerk |
| Pastorie bij Steentjeskerk | Kerkelijke dienstwoning   | 1909                                         | H. van Groenendael                                                                    | Sint Antoniusstraat 5-7-9                                                                                          | 51° 26' 21" NB, 5° 28' 4" OL  | 518712 | Meer afbeeldingen |
| Kantoorgebouw Coöperatieve Centrale Boerenleenbank                                                                                        | Handel en kantoor         | 1909                                         | J. Stuyt                                                                              | Dommelstraat 9 | 51° 26' 26" NB, 5° 28' 55" OL | 518714 | Meer afbeeldingen |
| Directeurswoning en chauffeurswoning behorende bij het kantoorgebouw Coöperatieve Centrale Boerenleenbank                                 | Dienstwoning              | 1910                                         | J. Stuyt                                                                              | Raifaissenstraat 1 - 1a                                                                                            | 51° 26' 27" NB, 5° 28' 55" OL | 518715 | Directeurswoning en chauffeurswoning behorende bij het kantoorgebouw Coöperatieve Centrale Boerenleenbank                                 |
| Lichttoren | Industrie                 | 1921                                         | L. Scheffer                                                                           | Mathildelaan 1 | 51° 26' 24" NB, 5° 28' 32" OL | 518717 | Lichttoren |
| De Witte Dame (EE/EF/EH) | Industrie                 | 1927-1931                                    | D. Roosenburg                                                                         | Emmasingel 2-28/Willemstraat 2-12                                                                                  | 51° 26' 24" NB, 5° 28' 30" OL | 518718 | Meer afbeeldingen |
| Eerste gloeilampenfabriek van Philips | Handel en kantoor         | 1869/1888/1891/1926                          |                                                                                       | Emmasingel 31 | 51° 26' 16" NB, 5° 29' 8" OL  | 518719 | Meer afbeeldingen |
| Witte Dorp: rij tweelaags panden | Woonhuis                  | 1937-1939                                    | W. Dudok                                                                              | 1e Wilakkersstraat 2                                                                                               | 51° 25' 44" NB, 5° 29' 36" OL | 518722 | Witte Dorp: rij tweelaags panden |
| Witte Dorp: rij drielaags panden | Woonhuis                  | 1937-1939                                    | W. Dudok                                                                              | Burghplein 8 | 51° 25' 47" NB, 5° 29' 40" OL | 518723 | Witte Dorp: rij drielaags panden |
| Witte Dorp: rij tweelaags panden | Woonhuis                  | 1937-1939                                    | W. Dudok                                                                              | Sint Nicasiusstraat 2                                                                                              | 51° 25' 40" NB, 5° 29' 33" OL | 518724 | Witte Dorp: rij tweelaags panden |
| Witte Dorp: rij tweelaags panden | Woonhuis                  | 1937-1939                                    | W. Dudok                                                                              | 1e Wilakkersstraat 20                                                                                              | 51° 25' 42" NB, 5° 29' 34" OL | 518725 | Witte Dorp: rij tweelaags panden |
| Witte Dorp: rij tweelaags panden | Woonhuis                  | 1937-1939                                    | W. Dudok                                                                              | 2e Wilakkersstraat 4                                                                                               | 51° 25' 48" NB, 5° 29' 41" OL | 518726 | Witte Dorp: rij tweelaags panden |
| Witte Dorp: rij langgerekte woningen, tweelaags panden                                                                                    | Woonhuis                  | 1937-1939                                    | W. Dudok                                                                              | Petrus Dondersstraat 1                                                                                             | 51° 25' 53" NB, 5° 29' 41" OL | 518727 | Witte Dorp: rij langgerekte woningen, tweelaags panden                                                                                    |
| Witte Dorp: rij tweelaags panden | Woonhuis                  | 1937-1939                                    | W. Dudok                                                                              | Petrus Dondersstraat 2                                                                                             | 51° 25' 54" NB, 5° 29' 40" OL | 518728 | Witte Dorp: rij tweelaags panden |
| Witte Dorp: rij tweelaags panden | Woonhuis                  | 1937-1939                                    | W. Dudok                                                                              | Petrus Dondersstraat 38                                                                                            | 51° 25' 47" NB, 5° 29' 43" OL | 518729 | Witte Dorp: rij tweelaags panden |
| Witte Dorp: rij tweelaags panden | Woonhuis                  | 1937-1939                                    | W. Dudok                                                                              | Sint Odastraat 13                                                                                                  | 51° 25' 52" NB, 5° 29' 36" OL | 518730 | Witte Dorp: rij tweelaags panden |
| Witte Dorp: rij tweelaags panden | Woonhuis                  | 1937-1939                                    | W. Dudok                                                                              | Burghstraat 11 | 51° 25' 51" NB, 5° 29' 35" OL | 518731 | Witte Dorp: rij tweelaags panden |
| St. Jorislaan 1-15, Witte Dorp | Woonhuis                  | 1937-1939                                    | W. Dudok                                                                              | Burghstraat 35 | 51° 25' 48" NB, 5° 29' 35" OL | 518732 | St. Jorislaan 1-15, Witte Dorp |
| Witte Dorp | Woonhuis                  | 1937-1939                                    | W. Dudok                                                                              | Burghstraat 2 | 51° 25' 53" NB, 5° 29' 33" OL | 518733 | Witte Dorp |
| Witte Dorp | Woonhuis                  | 1937-1939                                    | W. Dudok                                                                              | Sint Odastraat 28                                                                                                  | 51° 25' 54" NB, 5° 29' 34" OL | 518734 | Witte Dorp |
| Witte Dorp | Woonhuis                  | 1937-1939                                    | W. Dudok                                                                              | Sint Jorislaan 2                                                                                                   | 51° 25' 55" NB, 5° 29' 34" OL | 518735 | Witte Dorp |
| Witte Dorp | Woonhuis                  | 1937-1939                                    | W. Dudok                                                                              | Sint Jorislaan 4                                                                                                   | 51° 25' 55" NB, 5° 29' 33" OL | 518736 | Witte Dorp |
| Witte Dorp | Woonhuis                  | 1937-1939                                    | W. Dudok                                                                              | Sint Jorislaan 1                                                                                                   | 51° 25' 54" NB, 5° 29' 36" OL | 518737 | Witte Dorp |
| Witte Dorp | Woonhuis                  | 1937-1939                                    | W. Dudok                                                                              | Geldropseweg 136                                                                                                   | 51° 25' 56" NB, 5° 29' 32" OL | 518738 | Witte Dorp |
| Witte Dorp | Woonhuis                  | 1937-1939                                    | W. Dudok                                                                              | Geldropseweg 146                                                                                                   | 51° 25' 55" NB, 5° 29' 37" OL | 518739 | Witte Dorp |
| Witte Dorp | Woonhuis                  | 1937-1939                                    | W. Dudok                                                                              | Geldropseweg 158                                                                                                   | 51° 25' 53" NB, 5° 29' 44" OL | 518740 | Witte Dorp |
| Witte Dorp | Woonhuis                  | 1937-1939                                    | W. Dudok                                                                              | Geldropseweg 164                                                                                                   | 51° 25' 52" NB, 5° 29' 46" OL | 518741 | Witte Dorp |
| Witte Dorp | Woonhuis                  | 1937-1939                                    | W. Dudok                                                                              | Sint Odulphusstraat 4                                                                                              | 51° 25' 51" NB, 5° 29' 37" OL | 518742 | Witte Dorp |
| Witte Dorp | Woonhuis                  | 1937-1939                                    | W. Dudok                                                                              | Sint Odulphusstraat 3                                                                                              | 51° 25' 51" NB, 5° 29' 38" OL | 518743 | Witte Dorp |
| Witte Dorp | Woonhuis                  | 1937-1939                                    | W. Dudok                                                                              | Sint Odulphusstraat 16                                                                                             | 51° 25' 50" NB, 5° 29' 37" OL | 518744 | Witte Dorp |
| Witte Dorp | Woonhuis                  | 1937-1939                                    | W. Dudok                                                                              | Sint Odulphusstraat 15                                                                                             | 51° 25' 50" NB, 5° 29' 39" OL | 518745 | Witte Dorp |
| Witte Dorp | Woonhuis                  | 1937-1939                                    | W. Dudok                                                                              | Sint Odulphusstraat 28                                                                                             | 51° 25' 48" NB, 5° 29' 38" OL | 518746 | Witte Dorp |
| Witte Dorp | Woonhuis                  | 1937-1939                                    | W. Dudok                                                                              | Sint Odulphusstraat 27                                                                                             | 51° 25' 49" NB, 5° 29' 39" OL | 518747 | Witte Dorp |
| Witte Dorp | Woonhuis                  | 1937-1939                                    | W. Dudok                                                                              | Sint Nicasiusstraat 1                                                                                              | 51° 25' 43" NB, 5° 29' 37" OL | 518748 | Witte Dorp |
| Witte Dorp | Woonhuis                  | 1937-1939                                    | W. Dudok                                                                              | 1e Wilakkersstraat 4                                                                                               | 51° 25' 43" NB, 5° 29' 35" OL | 518749 | Witte Dorp |
| Witte Dorp | Woonhuis                  | 1937-1939                                    | W. Dudok                                                                              | Burghplein 1 t/m7 Burghstraat 49                                                                                   | 51° 25' 47" NB, 5° 29' 36" OL | 518750 | Witte Dorp |
| Witte Dorp | Woonhuis                  | 1937-1939                                    | W. Dudok                                                                              | 2e Wilakkersstraat 1                                                                                               | 51° 25' 47" NB, 5° 29' 41" OL | 518751 | Witte Dorp |
| Witte Dorp | Woonhuis                  | 1937-1939                                    | W. Dudok                                                                              | Burghplein 10 t/m 16 St. Adrianusstraat 1 St. Leonardusstraat 2                                                    | 51° 25' 45" NB, 5° 29' 39" OL | 518752 | Witte Dorp |
| Witte Dorp | Woonhuis                  | 1937-1939                                    | W. Dudok                                                                              | Petrus Dondersstraat 25                                                                                            | 51° 25' 49" NB, 5° 29' 44" OL | 518753 | Witte Dorp |
| Witte Dorp | Woonhuis                  | 1937-1939                                    | W. Dudok                                                                              | Petrus Dondersstraat 8                                                                                             | 51° 25' 51" NB, 5° 29' 40" OL | 518754 | Witte Dorp |
| Witte Dorp | Woonhuis                  | 1937-1939                                    | W. Dudok                                                                              | Sint Odastraat 1                                                                                                   | 51° 25' 52" NB, 5° 29' 40" OL | 518755 | Witte Dorp |
| Witte Dorp | Woonhuis                  | 1937-1939                                    | W. Dudok                                                                              | Sint Odastraat 4                                                                                                   | 51° 25' 53" NB, 5° 29' 39" OL | 518756 | Witte Dorp |
| Witte Dorp | Woonhuis                  | 1937-1939                                    | W. Dudok                                                                              | Burghstraat 23 | 51° 25' 50" NB, 5° 29' 35" OL | 518757 | Witte Dorp |
| Dubbele dienstwoning bij villa De Laak | Dienstwoning              | 1906-1907                                    | J.W. Hanrath                                                                          | Nachtegaallaan 2-4                                                                                                 | 51° 26' 22" NB, 5° 29' 14" OL | 518759 | Meer afbeeldingen |
| Huize de Laak: koetsierswoning | Bijgebouwen kastelen enz. | 1906-1907                                    | J.W. Hanrath                                                                          | Nachtegaallaan 2a                                                                                                  | 51° 26' 24" NB, 5° 29' 14" OL | 518760 | Meer afbeeldingen |
| De Laak | Woonhuis                  | 1906-1907                                    | J.W. Hanrath                                                                          | Parklaan 99 | 51° 26' 28" NB, 5° 29' 11" OL | 518761 | Meer afbeeldingen |
| Heilig Hartkerk | Kerk en kerkonderdeel     | 1931                                         | P.L.D. Bellot en H.C. van de Leur                                                     | Ploegstraat 1-3 | 51° 25' 58" NB, 5° 28' 21" OL | 518763 | Meer afbeeldingen |
| Pastorie Heilig Hartkerk | Kerkelijke dienstwoning   | 1931                                         | P.L.D. Bellot en H.C. van de Leur                                                     | Ploegstraat 1-3 | 51° 25' 59" NB, 5° 28' 20" OL | 518764 | Pastorie Heilig Hartkerk |
| Stuw van de Hooydonkse watermolen | Waterkering en -doorlaat  | 12e eeuw of ouder                            |                                                                                       | Hooydonk 8-10, Hooydonk, gem. Nuenen, Gerwen en Nederwetten (de stuw staat aan een kant op Eindhovens grondgebied) | 51° 26' 55" NB, 5° 27' 2" OL  | 511964 | Stuw van de Hooydonkse watermolen |
| Hoofdgebouw ziekenhuis De Grote Beek | Handel en kantoor         | 1918                                         | J.A. Vrijman                                                                          | Dr. Poletlaan 39                                                                                                   | 51° 28' 23" NB, 5° 25' 59" OL | 518766 | Hoofdgebouw ziekenhuis De Grote Beek |
| Kapel, thans conferentieoord (de Grote Beek)                                                                                              | Kapel                     | 1918                                         |                                                                                       | Grote Beekstraat 26                                                                                                | 51° 26' 55" NB, 5° 27' 2" OL  | 518767 | Meer afbeeldingen |
| Klokgebouw (Philipsgebouw SA) | Industrie                 | 1928 en 1929                                 | A. de Broekert                                                                        | Glaslaan 2 | 51° 26' 41" NB, 5° 27' 43" OL | 518769 | Meer afbeeldingen |
| Veemgebouw (Philipsgebouw SDM) | Opslag                    | 1942                                         | Ingenieursbureau Philips                                                              | Glaslaan 2 | 51° 26' 41" NB, 5° 27' 43" OL | 518770 | Meer afbeeldingen |
| Philipsgebouw SK;SAN;SBP | Industrie                 | 1927, 1929, 1930                             | Philips Technische Bedrijven afd. Bouwvakken o.l.v. A.I.J. de Broekert en J.R. Bouten | Glaslaan 2 | 51° 26' 41" NB, 5° 27' 43" OL | 518771 | Meer afbeeldingen |
| Voormalige hoofdonderwijzerswoning | Dienstwoning              | 1914                                         | J.W. Hanrath                                                                          | Reigerlaan 1 | 51° 26' 29" NB, 5° 29' 32" OL | 518774 | Voormalige hoofdonderwijzerswoning |
| Basisschool Reigerlaan | Onderwijs en wetenschap   | 1914                                         | J.W. Hanrath                                                                          | Reigerlaan 3 | 51° 26' 28" NB, 5° 29' 32" OL | 518775 | Meer afbeeldingen |
| Constant Rebecquekazerne, poortgebouw | Militair verblijfsgebouw  | 1938                                         | J. Zwart / A.G. Boost                                                                 | Oirschotsedijk 14b                                                                                                 | 51° 27' 33" NB, 5° 26' 24" OL | 518777 | Constant Rebecquekazerne, poortgebouw |
| Constant Rebecquekazerne, legeringsgebouwen                                                                                               | Militair verblijfsgebouw  | 1938                                         | J. Zwart / A.G. Boost                                                                 | Oirschotsedijk 14b                                                                                                 | 51° 27' 33" NB, 5° 26' 24" OL | 518778 | Constant Rebecquekazerne, legeringsgebouwen                                                                                               |
| Poortgebouw begraafplaats Catharinakerk                                                                                                   | Begraafplaats en -onderdl | 1877                                         |                                                                                       | Zwembadweg 22 | 51° 26' 1" NB, 5° 28' 38" OL  | 518780 | Poortgebouw begraafplaats Catharinakerk                                                                                                   |
| Grafkapel familie Smits Van Oyen, begraafplaats Catharinakerk                                                                             | Begraafplaats en -onderdl | 1875-1900                                    |                                                                                       | Zwembadweg 22 | 51° 26' 1" NB, 5° 28' 38" OL  | 518781 | Grafkapel familie Smits Van Oyen, begraafplaats Catharinakerk                                                                             |
| De Burgh | Bijgebouwen kastelen enz. | 1912                                         | J.Th.J. Cuypers                                                                       | Geldropseweg 170                                                                                                   | 51° 25' 50" NB, 5° 29' 45" OL | 518783 | Meer afbeeldingen |
| Tuinmanswoning bij De Burgh | Woonhuis                  | 1912                                         | J.Th.J. Cuypers                                                                       | Geldropseweg 168                                                                                                   | 51° 25' 44" NB, 5° 29' 55" OL | 518784 | Tuinmanswoning bij De Burgh |
| Buitenhuis Kortonjo | Woonhuis                  | 1907                                         | G. Geenen                                                                             | Aalsterweg 237 | 51° 25' 5" NB, 5° 29' 5" OL   | 518786 | Buitenhuis Kortonjo |
| Koetshuis en stal behorende bij Kortonjo                                                                                                  | Dienstwoning              | 1907                                         | G. Geenen                                                                             | Aalsterweg bij 237                                                                                                 | 51° 25' 5" NB, 5° 29' 6" OL   | 518787 | Koetshuis en stal behorende bij Kortonjo                                                                                                  |
| Poortgebouw met woningen in Traditionele stijl in een straatwand                                                                          | Woonhuis                  | 1921                                         | L. Kooken                                                                             | Bosboomstraat 36-38                                                                                                | 51° 26' 25" NB, 5° 29' 57" OL | 518788 | Poortgebouw met woningen in Traditionele stijl in een straatwand                                                                          |
| Sint-Theresiakerk | Kerk en kerkonderdeel     | 1928                                         | M. van Beek                                                                           | Carmelitessenstraat 2                                                                                              | 51° 26' 18" NB, 5° 26' 24" OL | 518789 | Meer afbeeldingen |
| Gemeenschapshuis (voormalige pastorie St. Petruskerk)                                                                                     | Kerkelijke dienstwoning   | 1910                                         |                                                                                       | Kloosterdreef 31                                                                                                   | 51° 27' 11" NB, 5° 28' 19" OL | 518792 | Gemeenschapshuis (voormalige pastorie St. Petruskerk)                                                                                     |
| Schoolgebouw Christelijk Nationale Schoolvereeniging                                                                                      | Onderwijs en wetenschap   | 1929                                         | J.W. Hanrath                                                                          | Galileïstraat 2 | 51° 27' 5" NB, 5° 27' 30" OL  | 518797 | Schoolgebouw Christelijk Nationale Schoolvereeniging                                                                                      |
| Gezellenhuis | Appartementengebouw       | 1928                                         | Arnold Ingwersen                                                                      | Guido Gezellestraat 35                                                                                             | 51° 25' 54" NB, 5° 28' 33" OL | 518799 | Gezellenhuis |
| Sint-Martinuskerk | Kerk en kerkonderdeel     | 1890                                         | Emmanuel Corbey                                                                       | 't Hofke 1 | 51° 26' 40" NB, 5° 31' 22" OL | 518790 | Meer afbeeldingen |
| Augustinianum | Kapel en internaat        | 1913, 1924                                   | P.L.D. Bellot                                                                         | Kanaalstraat 6-8                                                                                                   | 51° 26' 16" NB, 5° 29' 5" OL  | 518791 | Meer afbeeldingen |
| St. Joriscollege / St. Catharinalyceum | Onderwijs en wetenschap   | 1918/1923                                    | T. Taen / E.G.H.H. Cuypers                                                            | Elzentlaan 20 | 51° 25' 54" NB, 5° 28' 51" OL | 518794 | Meer afbeeldingen |
| Villa in het villapark Den Elzent in Expressionistische vormentaal. De villa is tegenwoordig in gebruik als kantoor                       | Woonhuis                  | 1928                                         | G. Geenen                                                                             | Elzentlaan 29 | 51° 25' 49" NB, 5° 28' 60" OL | 518795 | Villa in het villapark Den Elzent in Expressionistische vormentaal. De villa is tegenwoordig in gebruik als kantoor                       |
| Botercontrolestation, thans woonhuis | Industrie                 | 1916                                         | L. Kooken                                                                             | Fazantlaan 23 | 51° 26' 25" NB, 5° 29' 21" OL | 518796 | Meer afbeeldingen |
| Voormalig woonhuis en atelier van beeldhouwer J. Custers met elementen van de neogotiek en neorenaissance                                 | Werk-woonhuis             | 1899                                         | J. Custers                                                                            | Geldropseweg 20 | 51° 26' 4" NB, 5° 29' 9" OL   | 518798 | Meer afbeeldingen |
| Joods kerkhof | Begraafplaats en -onderdl | laatste kwart 19e eeuw (graven) 1886 (kapel) |                                                                                       | Groenewoudseweg 4                                                                                                  | 51° 27' 21" NB, 5° 27' 23" OL | 518800 | Joods kerkhof |
| 't Oude Raadhuis | Bestuursgebouw en onderdl | 1911                                         | J. Stuyt                                                                              | 't Hofke 15 | 51° 26' 53" NB, 5° 31' 12" OL | 518802 | Meer afbeeldingen |
| Huize Kera (thans "Ritahuis") | Dienstwoning              | 1919                                         |                                                                                       | Hoogstraat 231 | 51° 25' 42" NB, 5° 27' 55" OL | 518803 | Meer afbeeldingen |
| Dubbel woonhuis, deel van de oude lintstructuur van Gestel                                                                                | Woonhuis                  | 1910                                         |                                                                                       | Hoogstraat 313-315                                                                                                 | 51° 25' 28" NB, 5° 27' 44" OL | 518804 | Meer afbeeldingen |
| Gezellenhuis | Appartementengebouw       | 1930                                         | Arnold Ingwersen                                                                      | Jonckbloetlaan 13                                                                                                  | 51° 25' 41" NB, 5° 28' 42" OL | 518805 | Gezellenhuis |
| Kindergraf van familie De Block | Begraafplaats en -onderdl | 1878                                         | L. de Vriendt                                                                         | Sint Jorislaan 37                                                                                                  | 51° 25' 50" NB, 5° 29' 30" OL | 518806 | Meer afbeeldingen |
| Gemeentelijke HBS | Onderwijs en wetenschap   | 1912                                         | C.J. Kruisweg                                                                         | Julianastraat 2 | 51° 26' 16" NB, 5° 28' 12" OL | 518807 | Meer afbeeldingen |
| Kosterswoning bij Catharinakerk | Kerkelijke dienstwoning   | 1871                                         | P.J.H. Cuypers                                                                        | Kerkstraat 1 | 51° 26' 13" NB, 5° 28' 43" OL | 518808 | Meer afbeeldingen |
| Winkelpand, half vrijstaand | Winkel                    | 1932                                         | C.H. de Bever                                                                         | Kleine Berg 45 | 51° 26' 12" NB, 5° 28' 31" OL | 518809 | Winkelpand, half vrijstaand |
| Raadhuis van Woensel | Bestuursgebouw en onderdl | 1896                                         | A. Bogers                                                                             | Kloosterdreef 90                                                                                                   | 51° 27' 12" NB, 5° 28' 15" OL | 518810 | Meer afbeeldingen |
| Woonhuis in Amsterdamse School-stijl | Woonhuis                  | 1924                                         | F. Wolters                                                                            | Markt 23a | 51° 26' 22" NB, 5° 28' 41" OL | 518811 | Meer afbeeldingen |
| Huize de Gooren | Woonhuis                  | 1916                                         | J.W. Hanrath                                                                          | Parklaan 54 | 51° 26' 31" NB, 5° 29' 17" OL | 518813 | Huize de Gooren |
| Landgoed | Woonhuis                  | 1916                                         | K.P.C. de Bazel                                                                       | Parklaan 56 | 51° 26' 31" NB, 5° 29' 14" OL | 518814 | Meer afbeeldingen |
| Gran Ville | Woonhuis                  | 1916                                         | J.Th.J. Cuypers                                                                       | Parklaan 95 | 51° 26' 29" NB, 5° 29' 23" OL | 518815 | Gran Ville |
| Dommelhoef, oorspr. villa Elsheim | Woonhuis                  | 1906                                         | A. Salm                                                                               | Parklaan 97 | 51° 26' 28" NB, 5° 29' 16" OL | 518816 | Meer afbeeldingen |
| Grafkapel van de familie Van Abbe | Begraafplaats en -onderdl | 1935                                         | A.J. Kropholler                                                                       | Roostenlaan 300 | 51° 24' 34" NB, 5° 29' 22" OL | 518818 | Meer afbeeldingen |
| Voormalig luchthavengebouw burgerluchthaven Welschap                                                                                      | Transport                 | 1935                                         | D. Roosenburg                                                                         | Sliffertsestraat / Zandkasteel 43                                                                                  | 51° 26' 45" NB, 5° 24' 45" OL | 518819 | Meer afbeeldingen |
| Elzentbrug | Brug                      | 1930                                         | Dienst Gemeentewerken                                                                 | Jan Smitzlaan | 51° 25' 54" NB, 5° 28' 48" OL | 518820 | Elzentbrug |
| Fabrikantenvilla in een Eclectische stijl                                                                                                 | Woonhuis                  | 1869                                         | F. van Boghout                                                                        | Stratumsedijk 20                                                                                                   | 51° 26' 1" NB, 5° 29' 1" OL   | 518821 | Meer afbeeldingen |
| Vrijstaande villa in Eclectische stijl | Woonhuis                  | 1886                                         |                                                                                       | Stratumsedijk 24                                                                                                   | 51° 25' 58" NB, 5° 29' 3" OL  | 518822 | Meer afbeeldingen |
| Radiomonument | Tuin, park en plantsoen   | 1936                                         | A. Termote en D. Roosenburg                                                           | Alberdingk Thijmlaan                                                                                               | 51° 25' 34" NB, 5° 28' 48" OL | 518823 | Meer afbeeldingen |
| Dr. A.F. Philips Observatorium | Onderwijs en wetenschap   | 1937                                         | L. Kalff                                                                              | Alberdingk Thijmlaan 3                                                                                             | 51° 25' 40" NB, 5° 28' 60" OL | 518824 | Meer afbeeldingen |
| Stoombierbrouwerij De Valk (later DAF Museum)                                                                                             | Industrie                 | 1884                                         |                                                                                       | Tongelresestraat 27                                                                                                | 51° 26' 12" NB, 5° 29' 23" OL | 518825 | Meer afbeeldingen |
| Heilig-Hart of Paterskerk | Kerk en kerkonderdeel     | 1989                                         | P.J. Bekkers, J.P.I. Hegener                                                          | Tramstraat 37 | 51° 26' 17" NB, 5° 29' 2" OL  | 518826 | Meer afbeeldingen |
| IJzeren hefbrug over het Eindhovensch Kanaal nabij het havenhoofd in het centrum van Eindhoven                                            | Brug                      | eerste kwart 20e eeuw 1995 (gerenoveerd)     |                                                                                       | Tongelresestraat / Eindhovens Kanaal                                                                               | 51° 26' 15" NB, 5° 29' 29" OL | 518828 | Meer afbeeldingen |
| Dubbel woonhuis. In de gevels is invloed van de Expressionistische architectuur zichtbaar, door de toepassing van motieven van Dom Bellot | Woonhuis                  | 1927                                         | H.C. van de Leur                                                                      | Aalsterweg 203 | 51° 25' 14" NB, 5° 29' 5" OL  | 518829 | Dubbel woonhuis. In de gevels is invloed van de Expressionistische architectuur zichtbaar, door de toepassing van motieven van Dom Bellot |
| Nutskleuterschool (Fröbelschool), onderdeel van Basisschool Reigerlaan                                                                    | Onderwijs en wetenschap   | 1927                                         | J.W. Hanrath                                                                          | Eksterlaan 4 | 51° 26' 28" NB, 5° 29' 35" OL | 518830 | Nutskleuterschool (Fröbelschool), onderdeel van Basisschool Reigerlaan                                                                    |
| Admirant, Philipsgebouw Hoofdkantoor (EM)                                                                                                 | Handel en kantoor         | 1929                                         | D. Roosenburg                                                                         | Emmasingel 29 | 51° 26' 24" NB, 5° 28' 32" OL | 525713 | Meer afbeeldingen |
| Constant Rebecquekazerne, paviljoen | Militair verblijfsgebouw  | 1938                                         | J. Zwart / A.G. Boost                                                                 | Oirschotsedijk 14b                                                                                                 | 51° 27' 48" NB, 5° 25' 45" OL | 525714 | Constant Rebecquekazerne, paviljoen |
| Grafkapel van de familie Mignot, begraafplaats Catharinakerk                                                                              | Begraafplaats en -onderdl | 1850-1910                                    | F. van Ballaer                                                                        | Zwembadweg 22 | 51° 26' 1" NB, 5° 28' 34" OL  | 525715 | Grafkapel van de familie Mignot, begraafplaats Catharinakerk                                                                              |
| Graf familie Mignot-Bouvy, begraafplaats Catharinakerk                                                                                    | Begraafplaats en -onderdl | ca. 1913                                     | Manders                                                                               | Zwembadweg 22 | 51° 26' 1" NB, 5° 28' 34" OL  | 525716 | Graf familie Mignot-Bouvy, begraafplaats Catharinakerk                                                                                    |
| Graf familie Fens-Van Moll, begraafplaats Catharinakerk                                                                                   | Begraafplaats en -onderdl | ca. 1880                                     | Hendrikus Johannes Kluijtmans                                                         | Zwembadweg 22 | 51° 26' 1" NB, 5° 28' 34" OL  | 525720 | Graf familie Fens-Van Moll, begraafplaats Catharinakerk                                                                                   |
| Graf familie Marto, begraafplaats Catharinakerk                                                                                           | Begraafplaats en -onderdl | 1875-1900                                    | Hendrik van der Geld                                                                  | Zwembadweg 22 | 51° 26' 1" NB, 5° 28' 34" OL  | 525721 | Graf familie Marto, begraafplaats Catharinakerk                                                                                           |
| Tuinmanswoning (bij Kortonjo) | Dienstwoning              | 1907                                         | G. Geenen                                                                             | Aalsterweg 239 | 51° 25' 4" NB, 5° 29' 5" OL   | 525722 | Meer afbeeldingen |
| Voormalig ketelhuis (de Grote Beek) | Industrie                 | ca. 1918                                     |                                                                                       | Dr. Poletlaan 45                                                                                                   | 51° 28' 2" NB, 5° 26' 29" OL  | 525723 | Voormalig ketelhuis (de Grote Beek) |
| Voormalig klooster bij huishoudschool St. Martha, later gezondheidscentrum                                                                | Klooster, kloosteronderdl | 1932                                         | G. Geenen, C.G. Geenen                                                                | Jan Smitzlaan 7 | 51° 25' 57" NB, 5° 28' 58" OL | 525743 | Voormalig klooster bij huishoudschool St. Martha, later gezondheidscentrum                                                                |
| Voormalige huishoudschool St. Martha | Onderwijs en wetenschap   | 1932                                         | G. Geenen, C.G. Geenen                                                                | Jan Smitzlaan 9 | 51° 25' 57" NB, 5° 28' 58" OL | 525761 | Meer afbeeldingen |
| Dubbel woonhuis met winkel. Het pand is uitgevoerd in neorenaissance stijl                                                                | Woonhuis                  | 1890                                         | J.P. van der Mark                                                                     | Kleine Berg 33-35-37                                                                                               | 51° 26' 13" NB, 5° 28' 32" OL | 525763 | Meer afbeeldingen |
| woonhuis in een Eclectische stijl | Bedrijfs-,fabriekswoning  | ca. 1901-1906                                |                                                                                       | Stratumsedijk 4 | 51° 26' 4" NB, 5° 28' 60" OL  | 525764 | Meer afbeeldingen |
| Huize de Laak: koetshuis | Bijgebouwen kastelen enz. | 1907                                         | J.W. Hanrath                                                                          | Nachtegaallaan bij 2A                                                                                              | 51° 26' 24" NB, 5° 29' 14" OL | 529842 | Meer afbeeldingen |
| Huize de Laak: oranjerie | Tuin, park en plantsoen   | 1907                                         | J.W. Hanrath                                                                          | Nachtegaallaan bij 2A                                                                                              | 51° 26' 23" NB, 5° 29' 15" OL | 529843 | Meer afbeeldingen |
| Van Maerlantlyceum | Onderwijs en wetenschap   | 1953                                         | De Jongh, Taen en Nix                                                                 | Jacob van Maerlantlaan 11                                                                                          | 51° 25' 42" NB, 5° 28' 30" OL | 530842 | Meer afbeeldingen |
| Clarissenklooster 'Rapelenburg' | Klooster                  | 1953                                         | C.H. de Bever                                                                         | Sint Claralaan 1                                                                                                   | 51° 25' 28" NB, 5° 28' 14" OL | 530876 | Meer afbeeldingen |
| Station Eindhoven | Spoorwegstation           | 1956                                         | K. van der Gaast                                                                      | Stationsplein | 51° 26' 34" NB, 5° 28' 47" OL | 530936 | Meer afbeeldingen |
| Clarissenklooster 'Rapelenburg': kloosterterrein met gracht                                                                               | Klooster                  | 1953                                         | C.H. de Bever                                                                         | Sint Claralaan 1                                                                                                   | 51° 25' 28" NB, 5° 28' 14" OL | 531180 | Meer afbeeldingen |
| Clarissenklooster 'Rapelenburg': ommuring met poort en brug                                                                               | Klooster                  | 1953                                         | C.H. de Bever                                                                         | Sint Claralaan 1                                                                                                   | 51° 25' 28" NB, 5° 28' 14" OL | 531181 | Meer afbeeldingen |
| W-Hal Technische Universiteit | Industrie                 | 1964-1966                                    | S.J. van Embden en Jacques Choisy                                                     | Den Dolech 2 | 51° 26' 51" NB, 5° 29' 15" OL | 532242 | Meer afbeeldingen |
| Evoluon | Welzijn, kunst en cultuur | 1964-1966                                    | Louis Kalff en Leo de Bever                                                           | Noord Brabantlaan 1A                                                                                               | 51° 26' 37" NB, 5° 26' 49" OL | 532277 | Meer afbeeldingen |
| Kantoor Philips Nederland | Industrie                 | 1964                                         | Roosenburg, Verhave, Luyt, De Jongh                                                   | Boschdijk 525 | 51° 27' 36" NB, 5° 27' 14" OL | 532524 | Meer afbeeldingen |